# Friedrich Wiese
Friedrich Wiese (ur. 5 grudnia 1892 w Nordhastedt, zm. 13 lutego 1975 w Gießen) – niemiecki generał piechoty, uczestnik I i II wojny światowej, w tym agresji na Polskę i Francję oraz ataku na Związek Radziecki.

## Życiorys
Po wybuchu I wojny światowej w dniu 4 sierpnia 1914 roku wstąpił ochotniczo do 84 pułku piechoty Armii Cesarstwa Niemieckiego. Początkowo brał udział w walkach na terenie Francji, a po uzyskaniu stopnia porucznika rezerwy od listopada 1915 roku służył w 147 pułku piechoty, który walczył na terenie Rosji. W końcowym okresie walczył na terenie Kurlandii, zajmując stanowisko dowódcy kompanii karabinów maszynowych. Po zakończeniu wojny został zdemobilizowany w 1919 roku. 
Następnie w latach 1919–1935 służył w policji, służbę rozpoczął w Hamburgu, a ostatnim zajmowanym przez niego stanowiskiem w policji było stanowisko szefa sztabu w Dyrekcji Landespolizei. 
Po utworzeniu Wehrmachtu i rozbudowie wojsk niemieckich, powrócił do służby wojskowej w dniu 1 sierpnia 1935 roku, otrzymał wtedy stopień majora. Początkowo służył jako oficer w 69 pułku piechoty, a następnie został dowódcą I batalionu 116 pułku piechoty w Gießen. 
Po wybuchu II wojny światowej nadal dowodził batalionem, który od lata 1939 roku znajdował się przy granicy niemiecko-francuskiej, a po wybuchu wojny zajmował pozycje na linii Zygfryda. Następnie na czele tego batalionu wziął udział w agresji na Francję w maju 1940 roku. 
W dniu 10 grudnia 1940 roku został dowódcą 39 pułku piechoty, wchodzącego w skład 26 Dywizji Piechoty. Dowodząc tym pułkiem wziął udział w ataku na ZSRR. Brał udział w walkach na centralnym odcinku frontu wschodniego w ramach Grupy Armii „Środek”. 
W dniu 15 kwietnia 1942 roku został dowódcą 26 Dywizji Piechoty. Jako dowódca dowodził dywizją, która prowadziła walki w rejonie Wołchowa, Orła i Kurska. Dywizją dowodził do 5 sierpnia 1943 roku, kiedy został dowódcą XXXV Korpusu Armijnego. Korpusem tym dowodził do stycznia 1944 roku, w tym czasie prowadził on walki w rejonie Briańska, Homla i Bobrujska. Ponownie przejął dowodzenie tym korpusem w lutym 1944 roku i dowodził do czerwca 1944 roku. 
W czerwcu 1944 roku został wysłany do południowej Francji, gdzie 29 czerwca 1944 roku został dowódcą 19 Armii. Na jej czele walczył przeciwko wojskom alianckim lądującym na południu Francji, a następnie w walkach odwrotowych. W grudniu 1944 roku został odwołany ze stanowiska dowódcy armii i przeniesiony do rezerwy dowództwa Wehrmachtu. 
19 marca 1945 roku został dowódcą VIII Korpusu Armijnego znajdującego się na Śląsku i dowodził nim do 20 kwietnia 1945 roku, a następnie został dowódcą XI Korpusu Armijnego i dowodził nim do czasu kapitulacji w kotle koło Ołomunca.

## Awanse
- podporucznik rezerwy (Leutnant der Reserve) (06.10.1915)
- porucznik (Oberleutnant) (otrzymany w policji)
- kapitan (Hauptmann) (otrzymany w policji)
- major (Major) (01.08.1935)
- podpułkownik (Oberstleutnant) (01.06.1938)
- pułkownik (Oberst) (01.06.1941)
- generał major (Generalmajor) (01.09.1942)
- generał porucznik (Generalleutnant) (01.01.1943)
- generał piechoty (General der Infanterie) (01.10.1943)

## Odznaczenia
- Krzyż Rycerski z Liśćmi Dębu (24.01.1944)
- Krzyż Rycerski (14.02.1942)
- Złoty Krzyż Niemiecki (16.02.1942)
- Krzyż Żelazny kl. I (29.09.1918)
- Okucia do Krzyża Żelaznego kl. I (14.06.1940)
- Krzyż Żelazny kl. II (15.02.1916)
- Okucia do Krzyża Żelaznego kl. II (03.06.1940)
- Krzyż Honorowy z mieczami (1934)
- Medal za Kampanię Zimową na Wschodzie 1941/1942 (1942)
- Czarna Odznaka za Rany (1918)